# Tell It to My Heart (Meduza)
Tell It to My Heart è un singolo del gruppo di produttori musicali italiano Meduza in collaborazione con il cantante irlandese Hozier, pubblicato il 29 ottobre 2021.

## Tracce
Testi e musiche di Andrew Hozier-Byrne, Luca De Gregorio, Mattia Vitale, Simone Giani.
1. Meduza – Tell It to My Heart (feat. Hozier) – 2:46

## Classifiche
| Classifica (2021-22) | Posizione massima |
| -------------------- | ----------------- |
| Croazia              | 4                 |
| Grecia               | 81                |
| Irlanda              | 13                |
| Italia               | 70                |
| Lituania             | 74                |
| Paesi Bassi          | 55                |
| Polonia              | 26                |
| Regno Unito          | 46                |
| Svezia               | 97                |
| Svizzera             | 65                |